# Équipe d'Allemagne de football en 1908
 (février 2024).
Si vous disposez d'ouvrages ou d'articles de référence ou si vous connaissez des sites web de qualité traitant du thème abordé ici, merci de compléter l'article en donnant les références utiles à sa vérifiabilité et en les liant à la section « Notes et références ».
Cet article résume les différents matchs de l'équipe d'Allemagne de football en 1908. Cette année est importante pour la sélection puisque celle-ci marque son début officiel, les matchs joués jusqu'à cette date n'étaient en effet pas reconnus comme officiels. Les trois matchs joués cette année sont tous des matchs amicaux.

## Matchs
Le 5 avril 1908, la sélection allemande joue le premier match officiel de son histoire contre la Suisse. L'Allemagne s'incline sur le score de 5-3, et le but inscrit par Becker à la 6e minute est le premier dans l'histoire de l'équipe nationale d'Allemagne. La Mannschaft joue encore deux matchs amicaux en cette année 1908 : une lourde défaite sur le score de 1-5 à domicile à Berlin contre l’équipe d'Angleterre de football amateur et une autre défaite lors d'une partie assez serrée contre son voisin l'Autriche à Vienne sur le score de 3-2,. Ces matchs amicaux étaient éventuellement destinés à préparer le Tournoi olympique de Londres en cette même année, première grande compétition internationale de football de l'histoire, mais finalement les Allemands ont renoncé à s'y inscrire.

### Suisse - Allemagne
| Entraîneur :      |
| François Dégerine |

| Entraîneur : |
| Comité DFB   |

| Entraîneur :      |
| François Dégerine |

| Entraîneur : |
| Comité DFB   |

### Allemagne - Angleterre
| Entraîneur : |
| Comité DFB   |

| Entraîneur : |
| FA           |

| Entraîneur : |
| Comité DFB   |

| Entraîneur : |
| FA           |

### Autriche - Allemagne
| Entraîneur : |
| Comité ÖFB   |

| Entraîneur : |
| Comité DFB   |

| Entraîneur : |
| Comité ÖFB   |

| Entraîneur : |
| Comité DFB   |

## Bilan

### Bilan de l'équipe
| Rencontres | Victoire | Nul | Défaites | Buts pour | Buts contre | Différence de buts |
| 3          | 0        | 0   | 3        | 6         | 13          | -7                 |
| ---------- | -------- | --- | -------- | --------- | ----------- | ------------------ |

### Bilan individuel

#### Buteurs
2 buts   
- Fritz Becker (contre la Suisse)
- Fritz Förderer (contre la Suisse et l'Angleterre)

1 but  
- Adolf Jäger (contre l'Autriche)
- Eugen Kipp (contre l'Autriche)